# Гольф на Южнотихоокеанских мини-играх 2001
Соревнования по гольфу на VI Южнотихоокеанских мини-играх 2001 года прошли в посёлке Кингстон на Острове Норфолк.
Их участники разыграли четыре комплекта медалей — среди мужчин и женщин в личных и командных соревнованиях.
В соревнованиях выступали гольфисты 11 стран и территорий: Науру, Ниуэ, Новой Каледонии, Острова Норфолк, Островов Кука, Папуа — Новой Гвинеи, Самоа, Северных Марианских Островов, Тонги, Уоллиса и Футуны, Фиджи, Французской Полинезии.
Три из четырёх золотых медалей достались гольфистам Фиджи, одна — Новой Каледонии. Две высших награды выиграл фиджиец Нилкаш Рам.

## Медальный зачёт
| Место | Страна               | Золото | Серебро | Бронза | Всего |
| ----- | -------------------- | ------ | ------- | ------ | ----- |
| 1     | Фиджи                | 3      | 1       | 1      | 5     |
| 2     | Новая Каледония      | 1      | 0       | 0      | 1     |
| 3     | Остров Норфолк       | 0      | 2       | 1      | 3     |
| 4     | Папуа — Новая Гвинея | 0      | 1       | 1      | 2     |
| 5     | Самоа                | 0      | 0       | 1      | 1     |

## Медалисты
| Дисциплина               | Золото                                                                       | Серебро                                                                             | Бронза                                                                           |
| ------------------------ | ---------------------------------------------------------------------------- | ----------------------------------------------------------------------------------- | -------------------------------------------------------------------------------- |
| Мужчины Одиночный разряд | Нилкаш Рам Фиджи                                                             | Элисдейр Босли Остров Норфолк                                                       | Патрик Фепулеаи Самоа                                                            |
| Женщины Одиночный разряд | Ваэа Фрожье Новая Каледония                                                  | Селаи Приджеон Фиджи                                                                | Саивора Натаво Фиджи                                                             |
| Мужчины Команды          | Фиджи · Наивалуони Болакоро · Салеш Чанд · Деван Гопал · Нилкаш Рам          | Остров Норфолк · Даррен Андерсон · Элисдейр Босли · Брендон Гарднер · Крис Магри    | Папуа — Новая Гвинея · Нельсон Гэбриел · Джерри Йере · Саймон Ваийя · Мозес Йере |
| Женщины Команды          | Фиджи · Линдейл Фишер · Саласеини Гардинер · Саивора Натаво · Селаи Приджеон | Папуа — Новая Гвинея · Тереза Пиламп · Дженни Грин · Мэри Мартин · Джуди Вандерлист | Остров Норфолк · Мария Бейли · Джой Эванс · Робин Локхарт · Пэт Маккой           |